# زمین‌لرزه ۲۰۲۳ بدخشان
زمین‌لرزه ۲۰۲۳ بدخشان در ۲۱ مارس ۲۰۲۳ با درجه ۶٫۵ و عمق حدود ۱۸۷ کیلومتر ولایت بدخشان در افغانستان را لرزاند. مرکز زلزله ۴۰ کیلومتری جنوب شرقی شهر جرم بوده‌است. این زلزله در افغانستان، پاکستان، هند، تاجیکستان خساراتی به بار آورد و در مجموع ۲۱ کشته و ۳۸۳ مجروح بر جای نهاد.
در افغانستان دست کم ۱۰ نفر کشته و ۸۰ نفر زخمی شدند و بیش از ۶۵۵ خانه آسیب دیده‌است.